# Manuela Rebelo
Manuela Rebelo (* 30. Dezember 1966 in Lourenço Marques, Portugiesisch-Ostafrika) ist eine mosambikanische Juristin und Politikerin (FRELIMO).

## Leben

### Jugend und Ausbildung
Manuela Rebelo wurde am 30. Dezember 1966 in Lourenço Marques, der Hauptstadt der portugiesischen Kolonie Mosambik geboren. Sie besuchte zunächst die Grundschule Escola Primária de Bagamoyo (bis 1977), dann die erste Stufe der Sekundarschule Escola Secundária de Matola (bis 1979) und darauf absolvierte sie die technische Grundausbildung an der Escola Industrial de Matola (bis 1982).
Später absolvierte sie einen Studiengang in Rechtswissenschaften am Maputoer Instituto Superior Politécnico e Universitário (ISPU), den sie 2001 mit einer licenciatura abschloss. Dem folgte 2004 noch ein Master in Unternehmensrecht an derselben Universität.

### Beruflicher Werdegang
Nach ihrer Grundausbildung wechselte sie 1985 als Angestellte ins Ministerium für Verkehr und Kommunikation und hatte dort verschiedene Positionen inne. Von 1985 bis 2000 leitete Rebelo die Personalabteilung der Mosambikanischen Flugschule (Escola Nacional da Aeronáutica Civil). Von 2000 bis 2006 führte sie die Verwaltungs- und Finanzabteilung derselben Schule. Von 2006 bis 2010 war sie Direktorin für Verkehr und Kommunikation der Provinz Inhambane.

### Ruf ins Ministerium
2010 berief Armando Guebuza Rebelo in sein umgestaltetes Kabinett. Als stellvertretende Ministerin leitete sie gemeinsam mit Paulo Zucula das Ressort für Verkehr und Kommunikation. Nach dem Amtsantritt von Filipe Nyusi als Präsident übt sie ihre Stellvertreterfunktion auch weiterhin aus (Kabinett Nyusi I).
In ihrer Funktion als stellvertretende Verkehrsministerin obliegt es Rebelo besonders die zahlreichen Infrastrukturmaßnahmen Mosambiks (öffentlich) zu begutachten. Dazu gehören unter anderem die sanierten Brücken von Inhambane und Maxixe sowie die Sanierungen der Flughäfen von Maputo, Pemba, Vilankulos und Nacala.

### Privat
Rebelo ist verheiratet und hat fünf Kinder. Sie ist Anhängerin des katholischen Glaubens. Sie spricht Ronga, Portugiesisch und Englisch.